# Federalny Urząd Policji (Szwajcaria)
Federalny Urząd Policji (niem.: Bundesamt für Polizei fedpol, fr.: Office fédéral de la police fedpol, wł.: Ufficio federale di polizia fedpol) – policja federalna Konfederacji Szwajcarskiej; podlega Federalnemu Departamentowi Sprawiedliwości i Policji i odpowiada za koordynację między policją kantonalną poszczególnych kantonów, a także za kontakty z organami policji innych państw w ramach współpracy transgranicznej. Federalne Biuro Policji zarządza zautomatyzowanym policyjnym systemem poszukiwawczym Ripol (zawierającym rejestry: poszukiwanych osób, pojazdów, przedmiotów i niewyjaśnionych przestępstw). 
Do końca 2008 Federalny Urząd Policji był również odpowiedzialny za ochronę państwa, nim funkcja ta została przekazana Federalnej Służbie Wywiadowczej (NDB) w Federalnym Departamencie Obrony, Ochrony Ludności i Sportu. 
Fedpol prowadzi również samodzielnie śledztwa pod nadzorem prokuratora federalnego w sprawach przestępczości zorganizowanej, prania pieniędzy oraz korupcji. 
Wydawanie szwajcarskich dokumentów tożsamości, takich jak paszporty i dowody osobiste, należy również do właściwości fedpolu.